# La Maison qui marchait vers le large
La Maison qui marchait vers le large est un roman de l'écrivain mauricien Carl de Souza paru en 1996 au Serpent à Plumes. Il traite de l'opposition entre le propriétaire blanc d'une maison coloniale affectée par un glissement de terrain, M. Daronville, et le locataire du rez-de-chaussée, un père musulman, M. Haffenjee. Il a valu à son auteur le prix des Mascareignes en 1996.